# Ancien château des Étangs (Bossée)
Pour les articles homonymes, voir Château des Étangs.
L’ancien château des Étangs est un château situé à Bossée, dans le département français d'Indre-et-Loire.
Construit à la fin du XVe siècle mais partiellement démoli au début du XVIIIe, ce château appartient, jusqu'à la Révolution française, à l'abbaye Saint-Paul de Cormery. Ses éléments défensifs (tour d'angle, porte d'entrée précédée de ponts-levis et flanquée de tours) sont inscrits comme  monument historique en 1949.

## Localisation

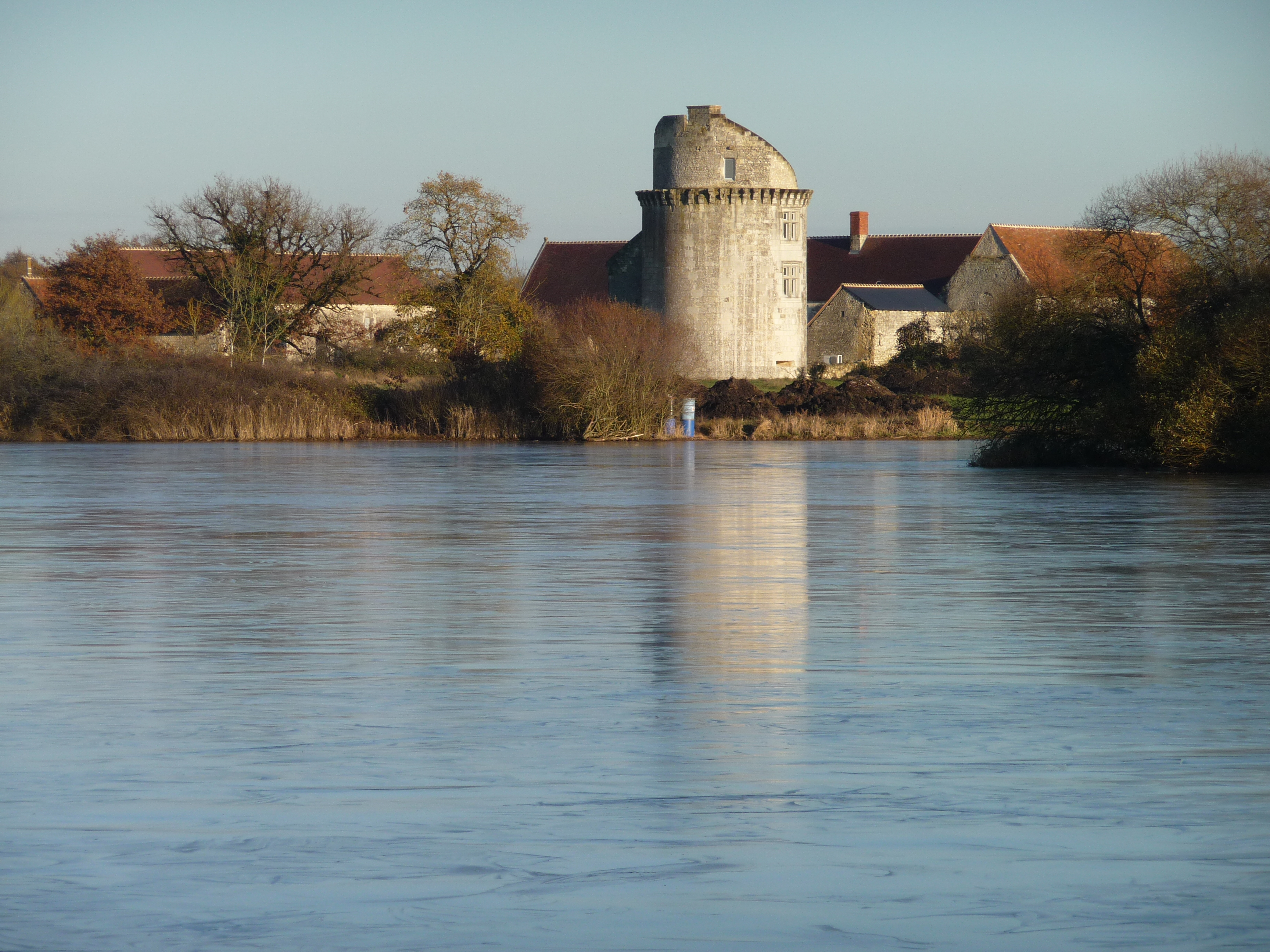
Le château, vu de l'Étang du Milieu.

Le château se trouve au sud du territoire communal de Bossée, non loin de la limites avec les communes de Bournan et Sepmes.
Quatre étangs, qui lui ont donné son nom, se situaient à proximité, mais certains sont asséchés à l'image de « l'étang Huet » (« étang Haut »). La Manse prend sa source non loin de là. La construction du château, à proximité des étangs, répond certainement à la volonté d'approvisionner l'abbaye de Cormery, à qui il appartient, en poisson.

## Histoire
Le domaine des Étangs était une châtellenie dépendant de l'abbaye Saint-Paul de Cormery depuis au moins 1228. Le château est construit vers 1492 par Jean du Puy, abbé régulier de 1490 à 1497. Il est largement détruit en 1707 par Nicolas-Guillaume de Bautru de Vaubrun, abbé commendataire de 1680 à 1746. À cette époque, son architecture défensive ne se justifie probablement plus. Les bâtiments conservés sont transformés en ferme.
Le château est vendu comme bien national le 17 février 1791.
La façade orientale et sa porte ainsi que la tour cylindrique sont inscrites comme monument historique par arrêté du 14 septembre 1949.
Il conserve la fonction de bien agricole jusqu’en 1990.

## Description
Les bâtiments s’organisaient autour d’une cour carrée bordée de bâtiments aux murs fortifiés et entourée de douves. L'accès se faisait par un système de ponts-levis encadré par deux tours cylindriques percées de canonnières.
Le corps de bâtiment oriental percé de la porte et de l'emplacement du pont-levis, l'aile en retour au sud, les douves et la tour d'angle sud-ouest sont préservées.
Le bâtiment oriental est percé d'une double porte (charretière et piétonnière). Cette entrée se prolonge vers la cour par un long couloir traversant tout le bâtiment. Les deux passages possédaient chacun leur propre pont levis dont les rainures dans le mur sont conservées ; ces ponts-levis enjambaient les douves encore partiellement en eau de ce côté du château. Les deux tours qui flanquent l'entrée sont arasées obliquement en prolongement de la pente du toit du bâtiment.
L'aile en retour du sud vers l'ouest comportait sans doute une chapelle, comme en témoigne un arc brisé subsistant à son pignon.
La tour d'angle sud-ouest, véritable donjon, est arasée obliquement. Intégralement construite en pierre de taille dans sa partie inférieure, elle comporte dans sa partie supérieure des mâchicoulis et elle a conservé certaines de ses fenêtres à meneaux Renaissance.
La vocation défensive du château apparaît dans l'architecture de la tour mais aussi dans la présence, dans le mur de plusieurs bâtiments, de canonnières horizontales.

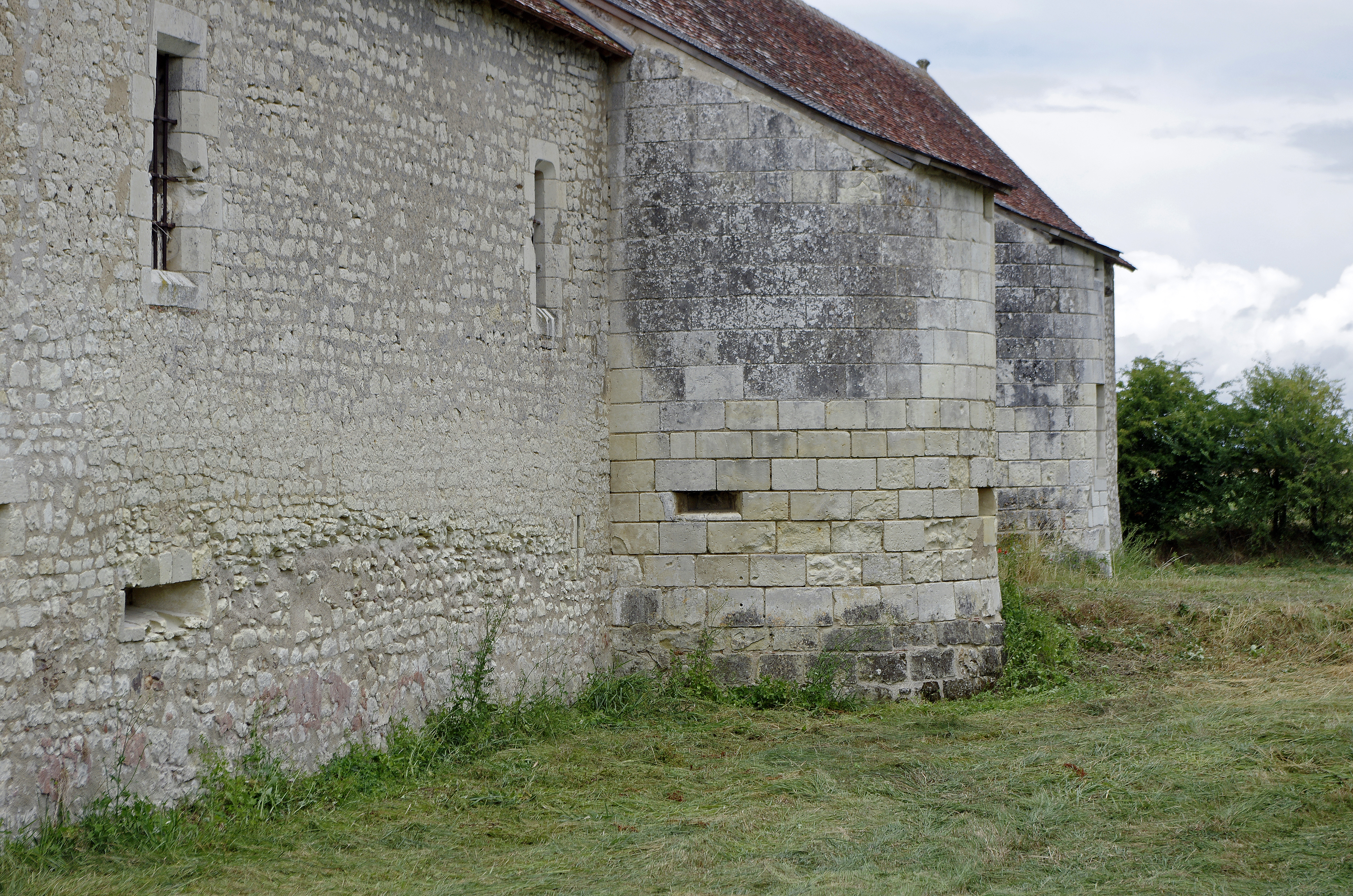
Façade est et tours de défense.
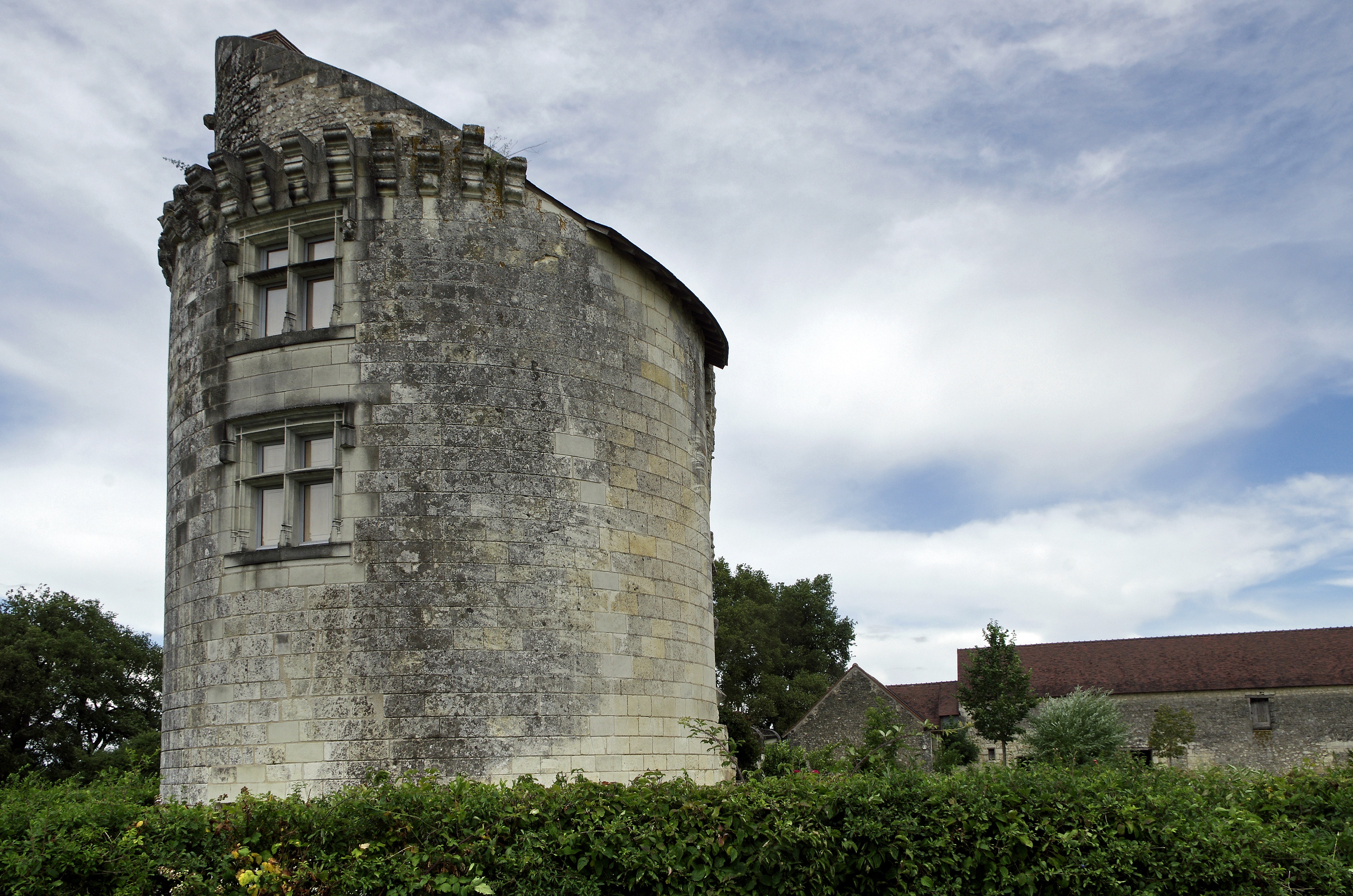
Tour et baies à meneaux.
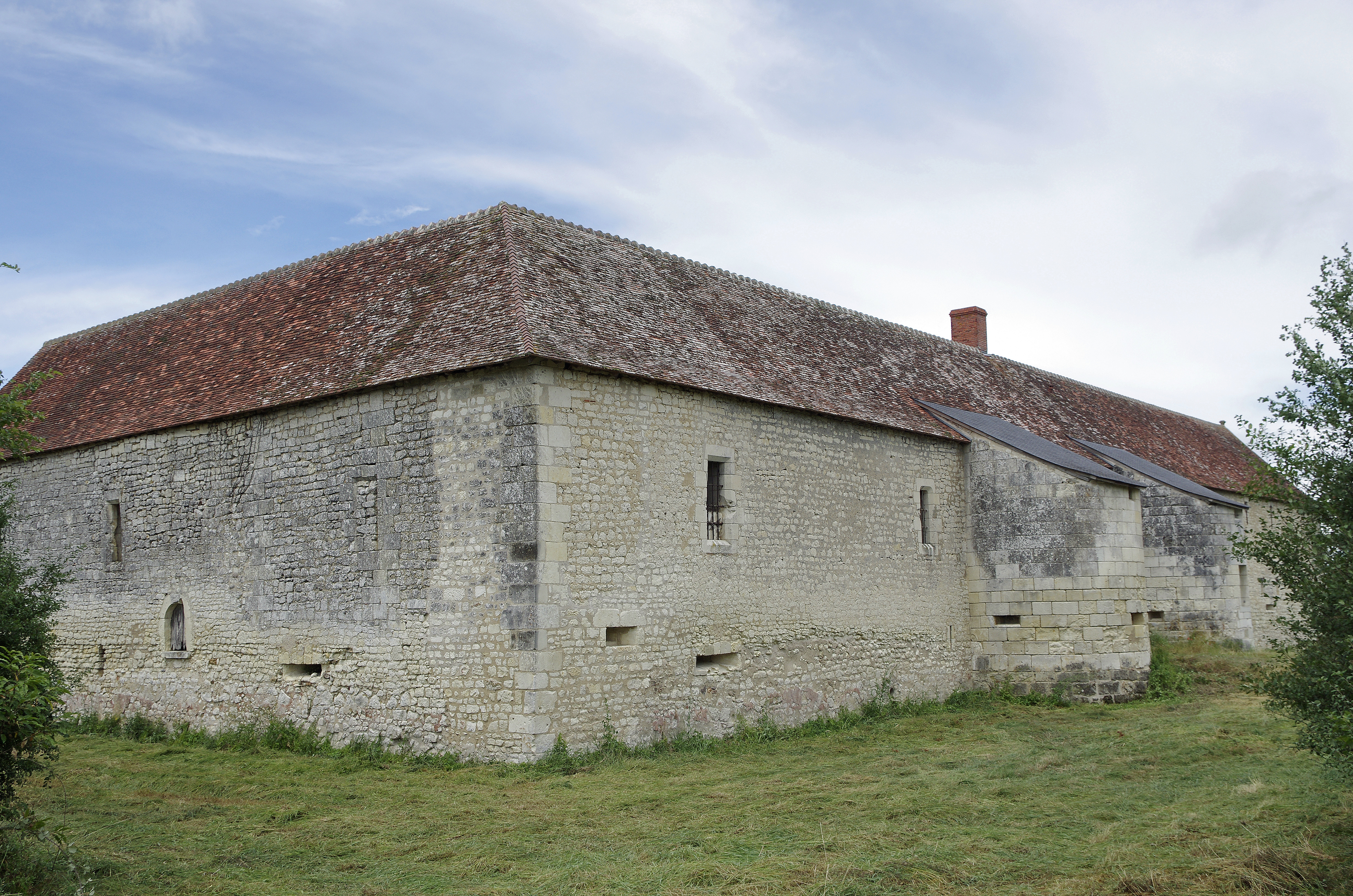
Canonnières dans les murs.

## Pour en savoir plus